# Saint-Jean-de-Vals
Saint-Jean-de-Vals är en kommun i departementet Tarn i regionen Occitanien i södra Frankrike. Kommunen ligger i kantonen Roquecourbe som tillhör arrondissementet Castres. År 2022 hade Saint-Jean-de-Vals 84 invånare.

## Befolkningsutveckling
Antalet invånare i kommunen Saint-Jean-de-Vals
| Referens: INSEE |